# Tałanguj
Tałanguj (ros. Талангуй) – rzeka w azjatyckiej części Rosji, w Kraju Zabajkalskim, lewy dopływ Undy. Jej długość wynosi 120 km; dorzecze zajmuje powierzchnię 2210 km².
Źródła rzeki znajdują się w zachodniej części pasma Kukulbej. Przez 170–200 dni w roku (zazwyczaj od końca października do początku maja) jest pokryta lodem.